# Луи III Лотарингский
Луи III Лотарингский, также известен как кардинал де Гиз (22 января 1575 — 21 июня 1621, Сент) — французский церковный деятель, аристократ, архиепископ Реймский (1605—1621), кардинал с 1615 года. Пэр Франции.

## Биография
Третий сын Генриха де Лотарингского (1550—1588), герцога де Гиза (1563—1588), Екатерины Клевской (1548—1633). Младший брат герцога Шарля де Гиза.
Его церковный сан был целиком и полностью синекурой, он никогда не был рукоположён и вёл разгульную жизнь. Тем не менее, он был назначен архиепископом Реймским в январе 1605 года, а 2 декабря 1615 года получил от папы римского Павла V сан кардинала. Был назначен послом Франции при Ватикане, но никогда не ездил в Рим.
Кардинал Луи де Гиз навлёк на себя неудовольствие короля Франции Людовика XIII Бурбона и был заключён в Бастилию в 1620 году. В следующем 1621 году он был освобождён из заключения и принял участие в королевской кампании в Пуату, там заболел и умер.
С разрешения папы Павла V он женился на Шарлотте де Эссартс, мадемуазели де ла Хайе в 1611 году. У них было пятеро детей:
- Шарль Луи (ум. 12 июля 1668), аббат Шаали, епископ Кондома
- Ахилл (ок. 1615—1648), принц де Гиз, граф Роморантен, убит при осаде Кандии
- Шарлотта (ум. до 1664), аббатиса Сен-Пьера в Лионе
- Гектор Анри (род. 1620)
- Луиза (ум. 1662)

Луи Лотарингский был последним кардиналом из рода Гизов, ветви Лотарингского дома. Его невесткой была Мария де Роган, жена его младшего брата Клода Лотарингского, герцога де Шеврёз.